# Discografia di Kaija Koo
Questa pagina contiene l'intera discografia di Kaija Koo dalle origini fino ad ora.

## Album di studio
| Anno | Album                      | Posizione | Vendite  | Certificazione   |
| ---- | -------------------------- | --------- | -------- | ---------------- |
| 1986 | Kun savukkeet on loppuneet | –         | –        | –                |
| 1983 | Tuulten viemää             | –         | 175.100+ | Multiplatino     |
| 1995 | Tuulikello                 | –         | 107.700+ | Multiplatino     |
| 1997 | Unihiekkamyrsky            | –         | 52.700+  | Disco di platino |
| 1998 | Operaatio jalokivimeri     | –         | 37 900+  | Disco d'oro      |
| 1999 | Tinakenkätyttö             | 5         | 27.000+  | Disco d'oro      |
| 2002 | Mikään ei riitä            | 2         | 22.400+  | Disco d'oro      |
| 2004 | Viiden minuutin hiljaisuus | –         | –        | –                |
| 2005 | Joulukirkossa              | –         | –        | –                |
| 2007 | H-Hetki                    | –         | –        | –                |
| 2010 | Irti                       | –         | 26.100+  | Disco di platino |
| 2014 | Kuka sen opettaa           | 1         | 15.000+  | Disco d'oro      |

## Raccolte
| Anno | Album                                          | Posizione | Vendite | Certificazione   |
| ---- | ---------------------------------------------- | --------- | ------- | ---------------- |
| 1994 | Suomen parhaat                                 | –         | –       | –                |
| 2000 | Tuuleen piirretyt vuodet                       | –         | 40.700+ | Disco di platino |
| 2006 | Minä olen muistanut                            | –         | –       | –                |
| 2007 | Lauluja rakkaudesta                            | –         | 46.300+ | Multiplatino     |
| 2010 | Tähtisarja - 30 suosikkia                      | –         | –       | –                |
| 2011 | Kaunis, rietas, onnellinen - Parhaat 1980-2011 | –         | –       | –                |
| 2011 | Suomiklassikot 2                               | –         | –       | –                |

## Singoli
| Anno | Singolo                      | Posizione | Posizione | Posizione | Vendite | Certificazione   | Album                                          |
| Anno | Singolo                      | SL        | LL        | RL        | Vendite | Certificazione   | Album                                          |
| ---- | ---------------------------- | --------- | --------- | --------- | ------- | ---------------- | ---------------------------------------------- |
| 1984 | Velho/Kolmen jälkeen aamulla | –         | –         | –         | –       | –                | –                                              |
| 1985 | Tyhjyys/Kuka huutaa          | –         | –         | –         | –       | –                | –                                              |
| 1985 | Kaikki vanhat filmit         | –         | –         | –         | –       | –                | Kun savukkeet on loppuneet                     |
| 1986 | Kun savukkeet on loppuneet   | –         | –         | –         | –       | –                | Kun savukkeet on loppuneet                     |
| 1986 | Pelkään sua, pelkäät mua     | –         | –         | –         | –       | –                | Kun savukkeet on loppuneet                     |
| 1993 | Kuka keksi rakkauden         | –         | –         | –         | –       | –                | Tuulten viemää                                 |
| 1993 | Niin kaunis on hiljaisuus    | –         | –         | –         | –       | –                | Tuulten viemää                                 |
| 1993 | Tule lähemmäs Beibi          | –         | –         | –         | –       | –                | Tuulten viemää                                 |
| 1994 | Kylmä ilman sua              | –         | –         | –         | –       | –                | Tuulten viemää                                 |
| 1995 | Menneen talven lumet         | –         | –         | –         | –       | –                | Tuulikello                                     |
| 1995 | Seuraavassa elämässä         | –         | –         | –         | –       | –                | Tuulikello                                     |
| 1995 | Taivas sisälläni             | –         | –         | –         | –       | –                | Tuulikello                                     |
| 1995 | Viisi vuodenaikaa            | –         | –         | –         | –       | –                | Tuulikello                                     |
| 1995 | Maailman tuulet vie          | –         | –         | –         | –       | –                | Tuulikello                                     |
| 1997 | Unihiekkamyrsky              | –         | –         | –         | –       | –                | Unihiekkamyrsky                                |
| 1997 | Minä muistan sinut           | –         | –         | –         | –       | –                | Unihiekkamyrsky                                |
| 1998 | Minun tuulessani soi         | –         | –         | –         | –       | –                | Operaatio jalokivimeri                         |
| 1998 | Päivät lentää                | –         | –         | –         | –       | –                | Operaatio jalokivimeri                         |
| 1998 | Siipiveikko                  | –         | –         | –         | –       | –                | Operaatio jalokivimeri                         |
| 1998 | Valomerkin aikaan            | –         | –         | –         | –       | –                | Operaatio jalokivimeri                         |
| 1999 | Tinakenkätyttö               | 10        | –         | –         | –       | –                | Tinakenkätyttö                                 |
| 1999 | Isä                          | –         | –         | –         | –       | –                | Tinakenkätyttö                                 |
| 2000 | Ex-nainen                    | –         | –         | –         | –       | –                | Tinakenkätyttö                                 |
| 2000 | Jos sua ei ois ollut         | –         | –         | –         | –       | –                | Tuuleen piirretyt vuodet 1980–2000             |
| 2001 | Antaa olla                   | –         | –         | –         | –       | –                | Tuuleen piirretyt vuodet 1980–2000             |
| 2002 | Mikään ei riitä              | 15        | –         | –         | –       | –                | Mikään ei riitä                                |
| 2002 | Yhtä kaikki                  | –         | –         | –         | –       | –                | Mikään ei riitä                                |
| 2002 | Et voi satuttaa enää         | –         | –         | –         | –       | –                | Mikään ei riitä                                |
| 2004 | Kylmät kyyneleet             | –         | –         | –         | –       | –                | Viiden minuutin hiljaisuus                     |
| 2004 | Aika jättää                  | –         | –         | –         | –       | –                | Viiden minuutin hiljaisuus                     |
| 2004 | Alan jo unohtaa              | –         | –         | –         | –       | –                | Viiden minuutin hiljaisuus                     |
| 2005 | Huone kahdelle               | –         | –         | –         | –       | –                | Viiden minuutin hiljaisuus                     |
| 2005 | Jouluyö, juhlayö             | –         | –         | –         | –       | –                | Joulukirkossa                                  |
| 2006 | Minä olen muistanut          | –         | –         | –         | –       | –                | Minä olen muistanut                            |
| 2007 | Mentävä on                   | –         | –         | –         | –       | –                | H-Hetki                                        |
| 2007 | Erottamattomat               | –         | –         | –         | –       | –                | H-Hetki                                        |
| 2007 | Miltä se tuntuu              | –         | –         | –         | –       | –                | H-Hetki                                        |
| 2008 | Minä uskon                   | –         | –         | –         | –       | –                | H-Hetki                                        |
| 2010 | Vapaa                        | 1         | 1         | 46        | 10 817  | Disco di platino | Irti                                           |
| 2010 | Rakkaus on voimaa            | –         | –         | –         | –       | –                | Irti                                           |
| 2011 | Ja mä laulan                 | –         | –         | –         | –       | –                | Irti                                           |
| 2011 | Vanhaa suolaa                | –         | –         | –         | –       | –                | Irti                                           |
| 2011 | Kaunis rietas onnellinen     | 7         | 5         | 73        | –       | –                | Kaunis, rietas, onnellinen - Parhaat 1980-2011 |
| 2012 | Päivä kerrallaan             | –         | –         | –         | –       | –                | Kaunis, rietas, onnellinen - Parhaat 1980-2011 |
| 2014 | Kuka sen opettaa             | 17        | 2         | 1         | –       | –                | Kuka sen opettaa                               |
| 2014 | Supernaiset                  | –         | 5         | 2         | –       | –                | Kuka sen opettaa                               |
| 2014 | Surulapsi                    | –         | –         | 24        | –       | –                | Kuka sen opettaa                               |
| 2014 | Ajoin koko yön               | –         | –         | 4         | –       | –                | Kuka sen opettaa                               |

## Video musicali
| Anno | Singolo          | Regista     | Video  |
| ---- | ---------------- | ----------- | ------ |
| 2014 | Kuka sen opettaa | Mikko Harma | [ 10 ] |